# چاتال‌آغزی
چاتال‌آغزی (به ترکی استانبولی: Çatalağzı) شهری است در کشور ترکیه که در استان زنگولداغ واقع شده‌است. جمعیت این شهر بر اساس سرشماری سال ۲۰۰۸ میلادی ۸٬۹۲۷ نفر و بر اساس برآوردهای سال ۲۰۰۹ میلادی ۸٬۷۷۵ نفر می‌باشد.